# 本多平直
本多 平直（ほんだ ひらなお、1964年12月2日 - ）は、日本の政治家。現在は衆議院議員政策秘書。妻は衆議院議員の西村智奈美。
衆議院議員（3期）、内閣総理大臣補佐官（野田内閣・野田第1次改造内閣・野田第2次改造内閣）、内閣府大臣政務官・経済産業大臣政務官（野田第3次改造内閣）、民主党副幹事長、立憲民主党筆頭副幹事長、同安全保障部会長、衆議院安全保障委員会理事等を務めた。

## 来歴

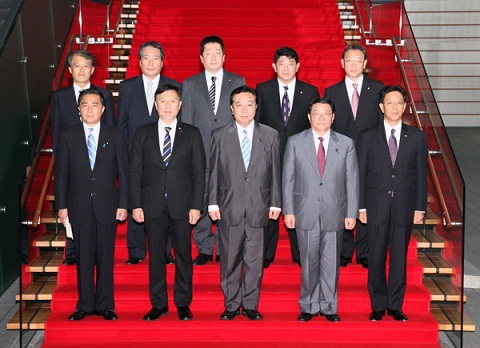
2011年9月5日、野田内閣の内閣総理大臣補佐官辞令交付後の記念撮影にて

北海道札幌市厚別区生まれ。北海道札幌南高等学校卒業（同級生に兼間祐二北海道銀行頭取、橋本幸国土交通省北海道局長）。北海道大学法学部へ入学し、在学中は主に政治学を学ぶ。英語を学ぶため、アメリカ合衆国の語学学校に留学。また、辻元清美らが主宰するピースボートへの参加を経験した。1988年に大学卒業。
1992年、松下政経塾に入塾（同期に松野博一、市村浩一郎、秋葉賢也、井戸正枝）。
1994年、新党さきがけに入党し、同党政策スタッフ。政策担当秘書の資格を取得後、新党さきがけ所属の枝野幸男衆議院議員の政策担当秘書を務める。

### 国会議員として

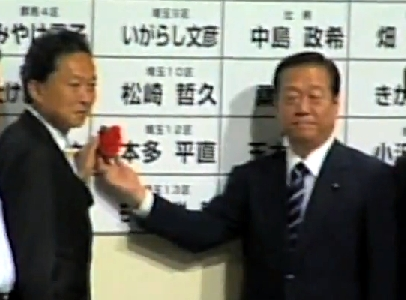
2009年8月30日、第45回衆議院議員総選挙で当選し、民主党の鳩山由紀夫代表と小沢一郎代表代行から名前のボードに花をつけられる

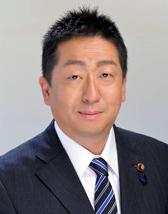
経済産業大臣政務官就任に際して公表された肖像写真

2003年、田並胤明の後継で第43回衆議院議員総選挙に埼玉12区から民主党公認で立候補したが、自由民主党前職の増田敏男に敗れ、落選した。2004年4月21日、木下厚（比例北関東ブロック選出）が埼玉8区補欠選挙に立候補したことでに公職選挙法規定で退職（自動失職）となったことに伴い、繰上当選となった。
2005年の第44回衆議院議員総選挙では、自民党前職の小島敏男に敗れ、重複立候補していた比例北関東ブロックでの復活もできず、わずか約1年で議席を失った。落選中、同じ民主党に所属している西村智奈美と結婚した。
2009年の第45回衆議院議員総選挙では、埼玉12区で自民党の小島を破り、4年ぶりに国政に復帰した。2011年、野田内閣で内閣総理大臣補佐官（内政の重要政策に関する省庁間調整担当）に起用され、野田第2次改造内閣まで務める。2012年、野田第3次改造内閣の発足により首相補佐官を退任し、内閣府大臣政務官、及び枝野幸男経済産業大臣の下で経済産業大臣政務官に任命された。
2012年の第46回衆議院議員総選挙では、埼玉12区で自民党新人の野中厚、無所属の森田俊和の得票数を下回り、比例復活もできず落選した。
2014年の第47回衆議院議員総選挙では、民主党公認で埼玉12区から立候補したが、自民党前職の野中厚、次世代の党から立候補した森田俊和の得票数を下回り、再び落選した。
2015年8月2日、前回総選挙で埼玉12区に次世代の党から立候補して立候補した森田俊和が民主党に入党して埼玉12区総支部長に就任し、本多は公認を撤回された。その後、参議院に鞍替えした鉢呂吉雄に代わり北海道4区の公認候補に内定し、民進党北海道第4区総支部長に就任。
2017年の第48回衆議院議員総選挙に際し、前原代表が9月27日、民進党を事実上解党し、希望の党からの立候補を容認する方針を表明。本多は10月1日、希望の党には参加しない意向を表明し、立憲民主党公認で北海道4区から出馬。北海道4区で自民党前職の中村裕之に敗れたが、比例北海道ブロックで復活し、5年ぶりに国政に復帰した。2020年、（新）立憲民主党に参加した。

### 「不適切発言」による議員辞職とその後の否定
2021年6月4日、産経新聞は、立憲民主党の「性犯罪刑法改正に関するワーキングチーム」において、同党の50代の衆院議員が「たとえば50歳近くの自分が14歳の子と性交したら、たとえ同意があっても捕まることになる。それはおかしい」と発言していたと報じ、同月7日、本多はこれが自身の発言だったことを認める「おわびして撤回する。誠に申し訳ありませんでした」という謝罪コメントを発表した。ただし実際の発言は「『絶対』という表現はどうなのか。例えば、50代の私が『14歳との恋愛が存在している』と言っても、存在し得ないと言えるのか」というもので、発言を認めたのは福山幹事長からの圧力などが理由であると本田は後の手記で語っている。WTは7日、中学生以下との性行為の禁止を求める報告書をまとめる予定だったが、見送った。同日、立憲民主党幹事長の福山哲郎は本多を口頭で厳重注意した。本多は翌8日にも国会内で謝罪した。
6月9日、同党の枝野幸男代表は、この問題について、外部有識者でつくるハラスメント防止対策委員会で調査することを明らかにした。7月13日、立憲民主党は同委員会が取りまとめた調査報告書を公表した。報告書で、本多の発言は「場合によっては暴力的とも言われる威圧的な対応」と認定された。
同日、立憲民主党は本多に対する党員資格1年停止の処分案を党倫理委員会に諮問した 。しかし、党内の一部議員からは「処分が厳しすぎる」との声が上がり、津村啓介と本多の妻の西村智奈美は連名で処分の再考を求める嘆願書を党幹部らに配布した。本多自身も「党内議論での発言内容を理由に処分される前例を作るべきではない」などとして21日に「承服しかねる」とする意見書を倫理委員会に提出した。
WTの座長の寺田学衆議院議員が倫理委員会に提出した意見書では、本多自身が刑法改正を訴える性暴力被害者の会に対し、「インチキ支援団体」などと軽視する発言をしていたことが指摘された。また27日には党員資格停止処分が27日の常任委員会で正式に決定する予定となっていた。
7月27日に本多は離党届を提出し、同日受理されたため、処分は見送りとなった。同日の記者会見で、本多は議員辞職する意向を示した。本多は会見で「正確な表現や、前後の文脈は覚えていませんが、こうした発言があったとすれば、行き過ぎた極めて失礼な表現であり、心からおわびを申し上げたいと思います」と陳謝したうえで、自身が比例代表選出であることから「党を離れる以上議員を辞職する決断をした」と説明。また、「悪質な表現の切り取り、その流出、マスコミへのリーク、2人だけの会話をひそかに録音し、外部に流出させる行為。こうした行為で、党内議論が萎縮することを深刻に懸念しています」などと述べ、党の対応への不満を述べた。7月28日に衆議院に議員辞職願を提出し、同日付で大島理森衆議院議長により辞職が許可された。7月31日、本多は北海道4区からの立候補を断念する意向を明らかにした。
2022年1月、衆議院議員の米山隆一の政策秘書に就任。
2024年10月、第50回衆議院議員総選挙において比例東京ブロックから立候補し、比例単独24位で名簿に登載されたが落選した。総選挙後はかねてから親交があり、この総選挙で国政に復帰した宮川伸の政策秘書に就くこととなった。

#### 自身による手記の発表
2022年5月、騒動から約1年経つのを機に、手記を『文藝春秋』に寄稿。問題の「『14歳と性交』発言」が党内で捏造され、外部に流出したと主張した。また、捏造前の元の発言の理由も自身の表現の自由を守るための活動の中で「規制の例外の必要性」を論じていたためだったと語っている。その手記の中で寺田学座長を「「発言」が多くの方を傷つけ、党に迷惑をかけたというなら、一斉メールされた文書は寺田座長名なのだから、彼に最終責任があることは明らかだ。また、実際に発言を捏造した者もその責任を取るべきだろう。」と名指しで批判している。

## 政策・主張

### 憲法
- 憲法改正について、2012年の毎日新聞社のアンケートでは回答しなかった[38]。2014年の朝日新聞社のアンケートで「どちらかと言えば反対」と回答[39]。2017年の朝日新聞社のアンケートで「反対」と回答[40]。

- 9条改憲について、2014年、2017年の毎日新聞社のアンケートで「反対」と回答[41][42]。

- 2014年7月1日、政府は従来の憲法解釈を変更し、集団的自衛権の行使を容認することを閣議で決定[43]。この閣議決定を評価するかとの問いに対し、同年の朝日新聞社のアンケートで「まったく評価しない」と回答[39]。集団的自衛権の行使に賛成かとの問いに対し、同年の毎日新聞社のアンケートで「反対」と回答[41]。

### 外交・安全保障
- 普天間基地の移設問題について、2012年の毎日新聞社のアンケートで、選択肢以外の回答をした[38]。
- 「政府が尖閣諸島を国有化したことを評価するか」との問いに対し、2012年の毎日新聞社のアンケートで「評価する」と回答[38]。
- 従軍慰安婦に対する旧日本軍の関与を認めた「河野談話」の見直し論議について、2014年の毎日新聞社のアンケートで「見直すべきでない」と回答[41]。
- 安全保障関連法の成立について、2017年のアンケートで「評価しない」と回答[40]。

### その他
- 選択的夫婦別姓制度の導入について、2017年のアンケートで「賛成」と回答[40]。
- 同性婚を可能とする法改正について、2017年のアンケートで「賛成」と回答[40]。
- 「原子力発電所は日本に必要だと思うか」との問いに対し、2014年の毎日新聞社のアンケートで、選択肢以外の回答をした[41]。
- 首相の靖国神社参拝について、2014年のアンケートで「どちらかと言えば反対」と回答[39]。2017年のアンケートで「反対」と回答[40]。
- アベノミクスについて、2014年、2017年の毎日新聞社のアンケートで「評価しない」と回答[41][42]。
- 安倍内閣による森友学園問題・加計学園問題への対応について、2017年のアンケートで「評価しない」と回答[40]。
- 「ドナルド・トランプ大統領を信頼できるか」との問いに対し、2017年の毎日新聞社のアンケートで「信頼できない」と回答[42]。
- 受動喫煙防止を目的に飲食店等の建物内を原則禁煙とする健康増進法改正に賛成[44]。

## エピソード
- 国会でのやじが多い議員とされる。本多は自身のやじに関する取材において「あまり自慢することではない」としながらも、「明らかにおかしいことがあったときに、声をあげるというのは野党の国会議員として、一つの方法だと思っている」などと主張している[45]。

## 所属団体・議員連盟
- 北海道選出国会議員会
- 死刑廃止を推進する議員連盟
- 日本民主教育政治連盟

## 選挙歴
| 当落 | 選挙                   | 執行日         | 年齢 | 選挙区           | 政党         | 得票数     | 得票率 | 定数 | 得票順位 /候補者数 | 政党内比例順位 /政党当選者数 |
| ---- | ---------------------- | -------------- | ---- | ---------------- | ------------ | ---------- | ------ | ---- | ------------------ | ---------------------------- |
| 繰当 | 第43回衆議院議員総選挙 | 2003年11月09日 | 38   | 埼玉県第12区     | 民主党       | 7万5439票  | 40.68% | 1    | 2/3                | 9/8                          |
| 落   | 第44回衆議院議員総選挙 | 2005年09月11日 | 40   | 埼玉県第12区     | 民主党       | 8万4705票  | 36.55% | 1    | 2/3                | 16/7                         |
| 当   | 第45回衆議院議員総選挙 | 2009年08月30日 | 44   | 埼玉県第12区     | 民主党       | 13万8727票 | 57.15% | 1    | 1/3                | /                            |
| 落   | 第46回衆議院議員総選挙 | 2012年12月16日 | 48   | 埼玉県第12区     | 民主党       | 3万6500票  | 17.69% | 1    | 3/6                | 10/3                         |
| 落   | 第47回衆議院議員総選挙 | 2014年12月14日 | 50   | 埼玉県第12区     | 民主党       | 4万1407票  | 22.06% | 1    | 3/4                | 12/4                         |
| 比当 | 第48回衆議院議員総選挙 | 2017年10月22日 | 52   | 北海道第4区      | 旧立憲民主党 | 9万619票   | 39.99% | 1    | 2/3                | 3/3                          |
| 落   | 第50回衆議院議員総選挙 | 2024年10月27日 | 59   | 比例東京ブロック | 立憲民主党   | ーー票     | ーー   | 19   | /                  | 9/5                          |